# Anton Smetana
Anton Smetana (* 28. května 1944) je bývalý slovenský fotbalový útočník.

## Hráčská kariéra
V československé lize hrál za VSS Košice, aniž by skóroval. Z Košic odešel na začátku 70. let do Ružomberku, výraznou stopu zanechal ve Snině.

### Prvoligová bilance
| Ročník          | Zápasy | Góly | Minuty | Klub       |
| --------------- | ------ | ---- | ------ | ---------- |
| I. liga 1964/65 | 4      | 0    | 360    | VSS Košice |
| I. liga 1965/66 | 2      | 0    | 180    | VSS Košice |
| I. liga 1966/67 | 1      | 0    | 90     | VSS Košice |
| CELKEM I. LIGA  | 7      | 0    | 630    |            |